# Tankeförbudet
Tankeförbudet, eller "tankeförbudet om kärnkraft", är en pejorativ term som syftar på 6 § i Lag (1984:3) om kärnteknisk verksamhet vilken infördes efter Tjernobylolyckan 1986 av Regeringen Carlsson II under Birgitta Dahls tid som ansvarig minister för energi- och miljöfrågorna och som började gälla den 1 februari 1987.

## Innehåll
| ”                                            | Ingen får utarbeta konstruktionsritningar, beräkna kostnader, beställa utrustning eller vidta andra sådana förberedande åtgärder i syfte att inom landet uppföra en kärnkraftsreaktor. | „ |
| – 6 § Lag (1984:3) om kärnteknisk verksamhet | |   |

Lagen innebar att det blev olagligt att förbereda uppförandet av en kärnreaktor i Sverige, utöver det förbud som infördes mot själva uppförandet. För brott mot bestämmelsen stadgades fängelse med en straffsats motsvarande den som gäller för vållande till annans död.
Kritik fanns mot denna lag för att den skulle inneburit inskränkningar inom forskning då frågan om att bygga kärnkraftverk i Sverige ytterst är en politisk fråga och ej beroende på om forskning sker eller ej.
Forskning och utveckling var, i motsats till vad som ofta sägs, inte förbjuden.[källa behövs] Asea/ABB utvecklade till exempel BWR 90+ för exportändamål långt efter lagens införande.

## Avskaffande
I proposition 2005/2006:76 angav Regeringen Persson skälen till avskaffandet av lagen då den konstaterade att det aldrig rått något tankeförbud men att den "felaktiga uppfattningen om bestämmelsens innebörd är väl etablerad", att lagen hade hämmat forskning för förbättrad kärnsäkerhet i Sverige och att lagen dessutom uppfattades som tveksam ur ett demokratiskt perspektiv.
"2.1 Förslag till lag om ändring i lagen (1984:3) om kärnteknisk verksamhet Härigenom föreskrivs i fråga om lagen (1984:3) om kärnteknisk verksamhet dels att 6 § skall upphöra att gälla".
Efter beslut i riksdagen 2006 avskaffades paragrafen genom ändringen i SFS 2006:339, vilken trädde i kraft den 1 juli 2006.